# Patrizia Lopez
Patricia "Patrizia" Lopez (Los Angeles, ...) è una cantante statunitense naturalizzata italiana.

## Biografia
È una cantautrice chitarrista di origine californiana, singolare interprete della Canzone napoletana.
Nata a Los Angeles (California) arriva a Napoli a inizio anni settanta e decide di rimanerci per sempre.
Nella sua musica ha sempre fuso, in maniera davvero particolare, le sue due diverse anime culturali, quella americana e quella napoletana.
Nel 1969 prima volta in Europa e prima tappa a Napoli. Qui conosce e sposa Sergio e dà alla luce Ulisse.
Impara la lingua napoletana e ciò le consente di l'anima e la poesia del popolo napoletano e le spalanca le porte di quel tesoro inestimabile che è la Canzone classica napoletana.
Nel 1976 pubblica con la RCA Italiana il suo primo album intitolato Patrizia Lopez: collaborano come musicisti Eugenio Bennato, Tony Esposito e molti dei migliori musicisti napoletani dell´epoca e nei brani cantati in inglese si rileva l'influenza di Joni Mitchell.
Negli anni settanta fa parte del movimento musicale chiamato Napule's Power. 
Negli anni seguenti studia a fondo tutti grandi autori della Canzone napoletana. Grande esperta della poesia di Raffaele Viviani.
Nel 2005 il suo secondo CD, autoprodotto, dal titolo Solatìa. Patrizia Lopez si presenta come interprete della classica melodia napoletana, sia pur da lei condotta per mano verso suoni country che non cozzano per nulla con la lingua di Bovio e le melodie di Di Capua.
Nel 2010 canta "Fenesta Vascia" nel film di Antonio Capuano "L'Amore buio" presentato al festival del cinema di Venezia.
Nel 2011 tiene un memorabile concerto nel Teatrino di corte del Palazzo Reale di Napoli, con un repertorio che varia da canzoni in inglese della cantautrice, canzoni di musica "country" e di autori come Lennon-McCartney, Bob Dylan, ecc, fino a toccare l'apice con personalissime versioni delle più belle canzoni napoletane.
Nel 2011 viene chiamata da John Turturro a cantare nel suo film musicale “Passione”; il suo pezzo verrà però tagliato in fase di montaggio.
“Non sono quella che canta … canto quella che sono”.

## Discografia parziale

### Album
- 1976: Patrizia Lopez (RCA Italiana, TPL1 1188)
- 2005: Solatia (La Villanella, LV 05)